# Championnat de Malaisie de football 2005-2006
Navigation
Saison 2005 Saison 2006-2007
La saison 2006 du Championnat de Malaisie de football est la vingt-quatrième édition de la première division à Malaisie. Cette saison est la troisième édition de la Super League, la nouvelle mouture du championnat organisé par la fédération. Les huit meilleurs clubs du pays sont regroupés au sein d'une poule unique où ils s'affrontent trois fois. À la fin de la compétition, pour permettre l'élargissement du championnat de 8 à 14 clubs, les deux meilleurs clubs de Premier League, la deuxième division malaise, sont promus tandis que les deux derniers de Super League disputent un barrage de promotion-relégation avec six clubs de D2.
C'est un club promu de D2, Negeri Sembilan FA qui remporte le championnat cette saison, après avoir terminé en tête du classement final, avec sept points d'avance sur Melaka Telekom et dix sur le duo composé de Perak FA et de Perlis FA, tenant du titre. C'est le tout premier titre de champion de Malaisie du club.
À l'issue de la saison, le champion et le vainqueur de la Coupe de Malaisie (ou le finaliste en cas de doublé) se qualifient pour la Coupe de l'AFC.

## Les clubs participants
| - Pahang FA - Selangor FA - Club promu de D2 - Perlis FA - Perak FA | - Melaka Telekom - Selangor MPPJ - Penang FA - Negeri Sembilan FA - Club promu de D2 |

## Compétition
Le barème de points servant à établir le classement se décompose ainsi :
- Victoire : 3 points
- Match nul : 1 point
- Défaite : 0 point

### Classement
| Rang | Équipe              | Pts | J  | G  | N | P  | Bp | Bc | Diff |
| ---- | ------------------- | --- | -- | -- | - | -- | -- | -- | ---- |
| 1    | Negeri Sembilan FAP | 40  | 21 | 12 | 4 | 5  | 26 | 14 | +12  |
| 2    | Melaka Telekom      | 33  | 21 | 9  | 6 | 6  | 29 | 37 | -8   |
| 3    | Perak FA            | 30  | 21 | 9  | 3 | 9  | 32 | 29 | +3   |
| 4    | Perlis FAT          | 30  | 21 | 8  | 6 | 7  | 26 | 25 | +1   |
| 5    | Selangor MPPJ       | 29  | 21 | 9  | 2 | 10 | 28 | 27 | +1   |
| 6    | Penang FA           | 28  | 21 | 8  | 4 | 9  | 30 | 31 | -1   |
| 7    | Pahang FAC          | 27  | 21 | 7  | 6 | 8  | 21 | 24 | -3   |
| 8    | Selangor FAP        | 18  | 21 | 5  | 3 | 13 | 31 | 46 | -15  |

|  | Qualification pour la Coupe de l'AFC 2007                                                |
|  | Participation au barrage de promotion-relégation                                         |
|  | T : Tenant du titre C : Vainqueur de la Coupe de Malaisie P : Club promu en Super League |

### Barrage de promotion-relégation
Les deux derniers de Super League retrouvent les clubs classés entre la 2e et la 4e place des poules de Premier League. Les huit formations disputent des rencontres à élimination directe sur deux tours, l'équipe vainqueur est promue ou maintenue parmi l'élite.
Premier tour :
| Équipe 1           | Résultat | Équipe 2            | Aller | Retour |
| ------------------ | -------- | ------------------- | ----- | ------ |
| Selangor PKNS (D2) | 2 - 6    | (D2) Sarawak FA     | 0 - 3 | 2 - 3  |
| Johor FC (D2)      | 4 - 7    | Selangor FA         | 2 - 3 | 2 - 4  |
| Sabah FA (D2)      | 0 - 2    | (D2) Terengganu FA  | 0 - 1 | 0 - 1  |
| Pahang FA          | 2 - 6    | (D2) Brunei DPMM FC | 0 - 0 | 1 - 2  |

Deuxième tour :
Les quatre clubs battus lors du premier tour s'affrontent pour les deux dernières places en Super League.
| Équipe 1           | Résultat | Équipe 2      | Aller | Retour |
| ------------------ | -------- | ------------- | ----- | ------ |
| Pahang FA          | 4 - 3    | (D2) Sabah FA | 3 - 2 | 1 - 1  |
| Selangor PKNS (D2) | 2 - 5    | (D2) Johor FC | 1 - 4 | 1 - 1  |

## Bilan de la saison
| Championnat de Malaisie de football 2005-2006 |                                |
| Champion                                      | Negeri Sembilan FA (1er titre) |
| Coupes et trophées                            |                                |
| Vainqueur de la Coupe de Malaisie 2005-2006   | Pahang FA                      |
| Qualifications continentales                  |                                |
| Coupe de l'AFC 2007                           | Negeri Sembilan FA             |
| Coupe de l'AFC 2007                           | Pahang FA                      |
| Promotions et relégations                     |                                |
| Promus en Super League                        | Sarawak FA                     |
| Promus en Super League                        | Terengganu FA                  |
| Promus en Super League                        | Brunei DPMM FC                 |
| Promus en Super League                        | Johor FC                       |
| Promus en Super League                        | Kedah FA                       |
| Promus en Super League                        | Melaka FA                      |
| Relégués en Premier League                    | Aucun                          |